# Yegor Zolotariov

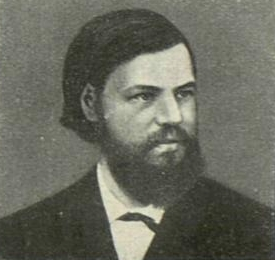
Yegor Zolotariov.

Yegor Ivánovich Zolotariov (en ruso Егор Иванович Золотарёв) (31 de marzo de 1847 - 19 de julio de 1878) fue matemático ruso.
Yegor fue hijo de Agafia Izotovna y el mercante Iván Vasílevich Zolotariov en San Petersburgo, Rusia.
En 1857 empezó a estudiar en el Instituto de San Petersburgo, una escuela que se centraba en matemáticas y ciencias naturales. Acabó sus estudios premiado con una medalla de plata en 1863. Ese mismo año se dio un puesto de auditor en la facultad de matemáticas y física de San Petersburgo.
No pudo estudiar antes de 1864 porque era demasiado joven. Entre sus profesores estaban Sómov, Chebyshov y Korkin, con el que cultivó una gran amistad.
En noviembre de 1867 defendió su tesis para Kandidat con el título Sobre la integración de las ecuaciones giroscópicas, tras 10 meses defendió su tesis pro veina legendi Sobre una cuestión de los mínimos.
Con este trabajo consiguió que le admitieran como profesor de la Universidad de San Petersburgo
Primero enseñó cálculo diferencial para estudiantes de ciencias naturales (hasta verano de 1871). Más tarde cálculo integral e introducción al análisis para estudiantes de primeros cursos. Exceptuando una corta pausa, dio clases de teoría de funciones elípticas para estudiantes de los cursos avanzados.
En diciembre de 1869, Zolotariov defendió su tesis de máster con el título "Sobre la solución de la ecuación indefinida de tercer grado:

{\displaystyle x^{3}+Ay^{3}+A^{2}z^{3}-3Axyz=1}

Realizó su primer viaje al extranjero en 1872, en el que visitó Berlín y Heidelberg. En Berlín recibió clases de Weierstrass, y sobre teoría de funciones analíticas en Heidelberg. En 1874 Zolotariov pasó a ser miembro del personal de la universidad como profesor y el mismo año defendió su tesis doctoral "Teoría de los números complejos con aplicación al cálculo integral". El problema que resolvió Zolotariov estaba basado en un problema propuesto anteriormente por Chebyshov, la representación de las expresiones de la forma
{\displaystyle \int {\frac {x+A}{\sqrt {x^{4}+Ax^{3}+bx^{2}+cx+d}}}dx}
por logaritmos. Esta fue una cuestión que había interesado a Chebyshov desde el principio de sus investigaciones, pero no había sido capaz de resolverla sin el uso de funciones elípticas.
En 1876 Zolotariov fue nombrado profesor extraordinario y tras la muerte del académico Sómov fue su sucesor, aunque solo como adjunto. El otro candidato era el profesor Korkin.
La carrera de Zolotariov terminó abruptamente a causa de su muerte temprana. El 26 de junio de 1878 fue atropellado por un tren cuando se dirigía a su dacha. El 7 de julio de 1878 a los 31 años murió finalmente debido a las heridas ocasionadas por el accidente.